# ケッケコーポレーション
有限会社ケッケコーポレーションは、声優事務所。代表取締役は声優の難波圭一。日本声優事業社協議会会員。

## 所属声優
2024年3月現在。

### 男性
| あ行 - 石川栄一 - 石川賢利 - 石原純 - 井上勇一 - 岩﨑駿介 - 興津和幸 | か行 - 川島慶嗣 - 漢那仁史 - 楠田敏之 さ行 - 下和田ヒロキ た行 - 滝口巧 - 谷口拓也 - 千村一真 | な行 - 難波圭一（代表取締役、声のみ） - 西川健介 は行 - 肥後マコト - 廣瀬大介 | ま行 - 松浦義之 - 宮澤正 や行 - 矢田稔 - 吉澤孝浩 |

### 女性
| あ行 - 池田彩夏 - 池田朋子 - 伊藤舞音 - 井料明里 - 上田智華 - 遠藤かなみ - 大塚みずえ（声のみ預かり） - 大橋世津 - 大原めぐみ - 大室佳奈 | か行 - 北野更 - 木村亜希子 - 倉本幸歩 - 小林美奈 さ行 - サエキトモ - 澤田美晴 - 荘真由美（取締役） | た行 - 髙井うらら - 高梁りつ - 田中亜矢子 - 田沼千枝 な行 - 那須めぐみ - 生津芳恵 は行 - 藤原由林 - 細川量代 | ま行 - 森風子 わ行 - 鷲尾侑南 - 渡邉佳美 |

### 新人
| 男性 - 牛木望 - 浦田龍斗 - 川原健一 - 黒野大悟 - 羽場奎斗 - 松本湧太 - 石神貴之 - 小野翔葉 - 季宮なおき - さかえりょう - 東海林拓実 - 花道郁哉 - 丸岡竜馬 - 吉田たかし | 女性 - 石澤芽依 - 里美咲華 - 実馬夕夏 - 宮内倖羽 - 森内円 - 結城めぐ - 李知恵 - 川石奈奈 - 橘高けい - 竹下黎 - 時枝眞央 - 日向渚 Other |

## かつて所属していた主な声優

### 男性
| あ行 - いずみ尚（現所属：東京俳優生活協同組合） - 石原凡（在籍中に死去） - 岩橋直哉 - 伊藤栄次（現所属：プランダス） - 伊東大介 - 海老原広規（現所属：ハートフルヒューマンボイス） - 大里雅史（現所属：アックトップ） - 大西小西 - 小田久史（現所属：アーツビジョン） - 大本命 か行 - 勝沼紀義（現所属：センテナリアエージェント契約） - 川辺俊介 - 川原慶久（現所属：アクロスエンタテインメント） - 菅野英樹（現所属：ソレモ） - 北島善紀（現所属：マウスプロモーション） - 木部ショータ（現所属：Guift） - 木下章嗣（現所属：MYSTAR） - 小泉知也 - 河野匡泰（フリー） - 小林健次郎（現所属：ガジェットリンク） さ行 - 桜塚やっくん（預かり所属中に死去） - 鈴木淳 | た行 - 竹内幸輔（在籍中に死去） - 田中伸幸 - 徳本恭敏（現所属：ケンユウオフィス） - 冨田真 な行 - 中村太亮（現所属：マウスプロモーション） - 野村勝人（現所属：カレイドスコープ） は行 - 初月佑維（現所属：プロダクション・タンク） - 浜添伸也（現所属：アクロスエンタテインメント） - 林毅史 - 程嶋しづマ（フリー） - 堀内マサキ（フリー） ま行 - Maechu（現所属：ソレモ） - 三神要 や行 - 山田太一（声のみ預かり） - 横井伸明（現所属：劇団しゅうくりー夢） - 吉田拓真（現所属：レオパード・スティール） |

### 女性
| あ行 - 相本結香 - 青野菜月（引退） - 秋谷智子（フリー） - 天野由紀（現所属：レオパード・スティール） - 池田ひかる（フリー） - 石嶋久仁子 - 井上真希 - イノサコイノコ - 大河内雅子（フリー） - 大田詩織 - 小栗由加（現所属：劇団うわの空・藤志郎一座） - 尾崎えり（現所属：レオパード・スティール） か行 - 片貝まこ - 絹川麗 - 空賀花（現所属：フトゥールム） - 幸山奈央 - 小林悠希（現所属：レオパード・スティール） さ行 - さとう実琴（フリー） - 茶山莉子 - しもがまちあき（現所属：レオパード・スティール） - 杉崎りょうこ - 鈴木菜穂子（引退） - 鈴木みこ - 瀬戸奈保子（フリー） | た行 - 高口幸子（現所属：ケンユウオフィス） - 高橋春香（現所属：RME） - 武石あゆ実（現所属：アミュレート） - 竹内麻沙美（現所属：EARLY WING） - ちふゆ（現所属：ネクシード） - 寺依沙織（フリー） - 徳永悦子 な行 - 永澤菜教（現所属：センテナリア） - 永吉ユカ（現所属：CROSS CALL） - 成田佳恵（現所属：アイ・タクト） - 野田順子（フリー） は行 - 長谷優里奈 - 畑谷明日香 - 羽吹梨里 - 藤本教子 - 古川かおり（現所属：フォレストリンク） ま行 - 真木ナオ（フリー） - 桝本美咲（現所属：劇団サードクォーター） - 御崎真美（現所属：RME） - 宮崎奈苗（現所属：レオパード・スティール） - 宮原永海（現所属：アトミックモンキー） や行 - 湯浅涼 |